# Црква у Горњем Винарцу
Црква у Горњем Винарцу је православни сакрални објекат из 14. века под јурисдикцијом Српске православне цркве Епархије рашко-призренске. Налази се на око 6 километара западно од Косовске Митровице.

## Опис цркве
По својој грађевинској структури црква у Горњем Винарцу слична је гробљанским црквама из 14-15. века којих је више на ширем простору, са олтарском апсидом и за православну традицију карактеристичном нишом за проскомидију.
Црква је подигнута са леве стране реке Ибар, око један километар од реке и на веома повољном положају изнад села. Црква се састоји од зграде, која није повезана ни са једном другом грађевином, улаз је са западне стране, док се са истока састоји од апсиде. Простор унутар цркве је релативно мали и има површину од око 25m². Грађена је од каменог грађевинског материјала и кречњачког везивног материјала. У ређим случајевима коришћена је и цигла. У унутрашњости цркве под је потпуно раван, док је таваница лучна (свод) која се протеже од улаза до завршног дела, а у завршном делу апсида излази из зида у полукружном облику. Изнутра и споља малтерисанa је кречним малтером и окреченa белим кречом. На унутрашњем зиду се не може уочити никаква зидна фреска, осим прљавштине која је настала спаљивањем унутрашњности цркве. Црква, поред лучних врата, на бочним зидовима, односно на јужном зиду, има прозор обезбеђен гвозденим капцима. На крају цркве, тачно у простору апсиде, налази се прозор у облику куле, док северна и западна страна немају прозорске просторе. Кров цркве је изграђен од камена и има два лука, а горњи слој је покривен цементним малтером. На крају крова, непосредно изнад бочне стране, налазио се крст, који је оштећен, док је изнад улазних врата био и крст на зиду, који је тешко оштећен.

## Историјат
Црква у Горњем Винарцу постоји још од 14. века, у селу које је тада било чисто српског етничког сатава, са 15 српских домова, што је забележено и у турском попису непосредно након османског освајања Косова и Метохије у области Иса-бега Исаковића, 1455. године чијем је тимару припадало Горње Винарце. У документу који је издао Оријентолошки институт из Сарајева 1964. године, који је радио и друге турске пописе из којих се види тадашњи састав становништва, помињу се виногради у овом селу, по чему је и село добило име.
Етничка и конфесионална слика овог краја није се дуго одржала јер је дошло до драстичних промена већ крајем 17. века. Према истраживањима Атанасија Урошевића, предео данашње Вучитрнске Шаље, чији простор је обухватала нахија Ржана и знатан део села нахије Звечан која су почетком 17. века била насељена српским живљем, насељавају почетком 18. века припадници албанског племена Шаља из Скадарске Малесије. Пропадањем рударске производње у трепчанском крају, српско становништво се расељава, а то се појачава сеобом после Аустријско-турског рата 1683–1689. године. Арбанаси су током наредног столећа успели да потпуно очисте овај крај од Срба и последње српске породице из овог краја иселиле су се до половине 19. века. Истовремено је арбанашко становништво населило и друга села дмитровичког краја. У првој половини 19. века села Горње и Доње Винарце, Видомирић, Гушавац и Чабру насељавају Арбанаси Друштинци, од братства Тунзес у Малесији, и Мурићи из Мурије, у северној Албанији. Анализом пописа долази се до закључка да су хришћани у селима Звечана и Ржане почетком 17. века били православни Срби. То потврђују, поред личних имена становника, пописани попови – православни свештеници у селима. Реч је о селима касније насељеним арбанашким становништвом: Љушти, Кошутову, Винарцу, Видомирићу, Чабри, Жажи, Шаљској Бистрици, Церањи, Реци, Страни, Ржани, Трепчи, Мургули, Орахову, Бољетину, Пирчу, Батаиру, Лисици, Дедињу и др. Попис показује да почетком 17. века арбанашко становништво није насељавало дмитровички крај, те да је оно тек касније досељено.
Према ранијим подацима Епархије рашко-призренске у време комунистичког периода црква је нападана и девастирана је 1972. године када је група локалних Албанаца разбила врата, прозоре и демолирала унутрашњост цркве покушавајући да је запали.
До 1999. године, цркву су користили православни верници који су се овде окупљали на први петак после Васкрса, јер је црква била посвећена „Животворном источнику“, о чему додатно сведочи извор у близини. Након протеривања српског становништва, црква у Горњем Винарцу је оскрнављена, запаљена, исписана графитима, а улазна врата су поломљена.
Због безбедносне ситуације након рата на Косову и Метохији, православни верници и свештеници нису посећивали цркву и вршили службу, све до 2005. године када је председник Црквеног одбора парохије Сувог Дола (код Косовске Митровице) Јовица Деновић затражио од француског, а касније и данског контигента КФОР-а да им омогући несметано вршење верских обреда на дан празника коме је посвећена црква, Животворном источнику, односно првом петку након Васкрса. Дански контигент КФОР-а је обавестио  Србе да је од групе Албанаца добио информацију да је црква у Горњем Винарцу римокатоличка и да не припада Српској православној цркви. Срби су захтевали од данског контигента КФОР-а додатну проверу у седишту католичке цркве у Ватикану да ли црква у Горњем Винарцу припада римокатоличкој цркви. Након неколико месеци дански контигент КФОР-а је обавестио Србе да су званични поглвари римокатоличке цркве у Ватикану одговорили да не постоји објекат у Горњем Винарцу који припада католичкој цркви и који је уписан у њиховој евиденцији.
Крајем 2023. године Епархија рашко-призренска издала је саопштење у којем осуђује и наводи да се без њене сагласности и сазнања изводе радови на реконструкцији цркве од стране Министартва културе Косова*. Министартво културе Косова* тврди да је црква у Гоњем Винарцу католичка и да припада културном наслеђу Косова* као и да је одлуком власти у Приштини црква стављена на списку културног наслеђа под привременом заштитом. Министарство културе Србије је издало саопштење у коме осуђује проглашавање православне цркве у Горњим Винарцу за католичку и наводи да је реч о фалсификовању културног порекла и врши физичко насиље извођењем радова на цркви без консултација са Епархијом рашко-призренском.